# Asceua bimaculata
Asceua bimaculata là một loài nhện trong họ Zodariidae.
Loài này thuộc chi Asceua. Asceua bimaculata được Eugène Simon miêu tả năm 1904.